# (27396) Shuji
(27396) Shuji (2000 EE101) – planetoida z pasa głównego asteroid okrążająca Słońce w ciągu 5,72 lat w średniej odległości 3,2 j.a. Odkryta 13 marca 2000 roku.